# Marcel Gecov
Marcel Gecov (* 1. ledna 1988, Praha) je bývalý český fotbalový záložník či obránce. Mimo Česko působil na klubové úrovni v Anglii, Belgii, Rumunsku a Polsku. Na kontě má jeden start v dresu českého reprezentačního A-týmu (v roce 2011).
Nyní je podnikatelem, založil ateliér Delicode zabývající se architekturou a designem nábytku.

## Klubová kariéra

### SK Slavia Praha
Svoji fotbalovou kariéru začal ve Slavii, kde prošel všemi mládežnickými kategoriemi. Před ročníkem 2005/06 se propracoval do prvního mužstva. Za tým během svého působení neodehrál žádný ligový zápas.

### SK Kladno (hostování)
Na jaře 2007 byl zapůjčen do Kladna na hostování, kde poprvé okusil nejvyšší soutěž. V klubu strávil i podzimní část sezony 2007/2008. Celkem za klub vsítil jednu branku v 17 střetnutích.

### FC Slovan Liberec
V lednu 2008 přestoupil do Slovanu Liberec, kde podepsal 3,5roční kontrakt. V týmu se stal oporou. Dohromady odehrál 62 utkání, ve kterých vstřelil 2 góly.

### Fulham FC
V létě 2011 se upsal anglickému Fulhamu, jenž si ho vyhlédl z českého výběru na ME hráčů do 21 let v Dánsku, na kterém patřil Gecov do základní sestavy týmu. Za Fulham odehrál Gecov jen 2 ligové zápasy, gól nevstřelil.

### KAA Gent
23. července 2012 přestoupil za nespecifikovanou částku do belgického klubu KAA Gent. V týmu ale nedostával prostor a dohodl se na ukončení spolupráce. V 7 střetnutích síť nerozvlnil.

### SK Slavia Praha (návrat)
28. prosince 2012 přestoupil do SK Slavia Praha. V mužstvu, do kterého se vrátil po pěti letech, podepsal 2,5letý kontrakt. Nastoupil v prvním zápase jarní části sezóny 2012/13 24. února 2013 proti domácí Sigmě Olomouc a ve své premiéře vstřelil hned v 8. minutě úvodní gól zápasu. Olomouc ale brzy výsledek otočila a zvítězila 2:1. 13. října 2014 byl přeřazen do konce podzimu do juniorky Slavie. V zimním přestupovém období ročníku 2014/15 klub oznámil, že s hráčem do prvního týmu nepočítá. V lednu 2015 se vedení týmu dohodlo s fotbalistou na předčasném konci smlouvy. Odehrál celkem 43 utkání a 3x rozvlnil síť.

### FC Rapid București
Ještě v lednu 2015 odešel do rumunského týmu FC Rapid București, kde podepsal půlroční smlouvu a sešel se zde s krajany Tomášem Joslem, Pavlem Čmovšem a Milošem Buchtou. Při své premiéře v rumunské nejvyšší lize 22. února 2015 proti městskému rivalovi a vedoucímu týmu tabulky FC Steaua București se stal mužem utkání, vstřelil vítězný gól (výhra 1:0). Po skončení ročníku 2014/15 klub sestoupil do 2. ligy. Celkem za tým nastoupil k 17 zápasům, ve kterých vstřelil 3 góly.

### Śląsk Wrocław
Před ročníkem 2015/16 měl nabídku od tehdejšího bulharského mistra PFK Ludogorec Razgrad, ale nakonec se dohodl na dvouletém kontraktu s polským týmem Śląsk Wrocław. S týmem bojoval v sezoně 2015/16 o záchranu, která se zdařila. Po roce v mužstvu předčasně skončil. Za tým odehrál celkem 23 utkání, ve kterých se gólově neprosadil.

## Reprezentační kariéra

### Mládežnické výběry
Marcel Gecov nastupoval za různé mládežnické výběry České republiky.
Bilance:
- reprezentace do 17 let: 2 utkání (1 výhra, 1 prohra), 0 vstřelených gólů
- reprezentace do 18 let: 5 utkání (2 výhry, 1 remíza, 2 prohry), 0 vstřelených gólů
- reprezentace do 19 let: 21 utkání (9 výher, 4 remízy, 8 proher), 0 vstřelených gólů
- reprezentace do 20 let: 9 utkání (2 výhry, 5 remíz, 2 prohry), 0 vstřelených gólů
- reprezentace do 21 let: 18 utkání (12 výher, 2 remízy, 4 prohry), 1 vstřelený gól

Byl součástí mládežnického reprezentačního týmu ČR do 20 let, který na Mistrovství světa hráčů do 20 let 2007 konaném v Kanadě získal stříbrné medaile, když ve finále podlehl Argentině 1:2.

#### Mistrovství Evropy hráčů do 21 let 2011
V těžké základní skupině B Mistrovství Evropy hráčů do 21 let v roce 2011 konaném v Dánsku se česká reprezentace střetla postupně s celky Ukrajiny (výhra 2:1), Španělska (prohra 0:2) a Anglie (výhra 2:1), do semifinále postupovaly první dva týmy ze skupin. Marcel Gecov patřil na turnaji do základní sestavy trenéra Jakuba Dovalila, v základní skupině odehrál plný počet minut.
Semifinále 22. června proti Švýcarsku ČR prohrála po prodloužení 0:1 a stejným výsledkem (avšak v normální hrací době) podlehla 25. června v souboji o 3. místo Bělorusku. Gecov nastoupil v obou zápasech v základní sestavě a hrál vždy do konce utkání.

### A-mužstvo
10. srpna 2011 jej trenér reprezentačního A-mužstva Michal Bílek nasadil k přátelskému utkání v Oslu proti domácímu Norsku, které ČR prohrála 0:3. Gecov odehrál první poločas. Byl to jeho jediný start v českém národním týmu.

### Reprezentační góly a zápasy
Góly Marcela Gecova v české reprezentaci do 21 let
| Gól | Datum      | Stadion                          | Soupeř        | Skóre (min.) | Výsledek | Soutěž                      | Gól         |
| --- | ---------- | -------------------------------- | ------------- | ------------ | -------- | --------------------------- | ----------- |
| 010 | 4. 9. 2009 | Chance Arena, Jablonec nad Nisou | Severní Irsko | 01:00 (72.)  | 2:0      | kvalifikace na ME „21“ 2011 | padl ze hry |

| Rok    | Zápasy | Góly |
| ------ | ------ | ---- |
| 2008   | 1      | 0    |
| 2009   | 3      | 1    |
| 2010   | 7      | 0    |
| 2011   | 7      | 0    |
| Celkem | 18     | 1    |

| Rok    | Zápasy | Góly |
| ------ | ------ | ---- |
| 2011   | 1      | 0    |
| Celkem | 1      | 0    |

## Soukromý život
Je také členem týmu Real TOP Praha, v jehož dresu se zúčastňuje charitativních zápasů a akcí.